# Rinsaku Akamatsu
Pour les articles homonymes, voir Akamatsu (homonymie).
Rinsaku Akamatsu (赤松麟作, Akamatsu Rinsaku), né le 20 janvier 1878 à Tsuyama et mort le 24 novembre 1953, est un peintre et graveur japonais de style yōga des périodes Taishō et Shōwa.

## Biographie
Rinsaku Akamatsu naît à Tsuyama, dans la préfecture d'Okayama. À partir de 1896, il étudie la peinture à la Tōkyō Bijutsu Gakkō (東京美術学校), le précurseur de l'actuelle Université des arts de Tokyo sous la direction de Yamanouchi Gusen (山内愚僊, 1866-1927). À partir de 1900, il travaille comme enseignant. En 1902, il expose le tableau Train de nuit (夜汽車, Yakisha) à l'Association des artistes Hakubakai (白馬会), et il reçoit un prix de l'association. En 1903, il commence à travailler pour le journal Asahi à Osaka, comme illustrateur. Il rencontre des artistes impliqués dans le projet « Hanshin Meisho Zue » (阪神名所図絵), une collection d'images pour la région de Hanshin. Cela conduit à des contacts étroits avec l'éditeur Kanao Tanejirō (金尾種次郎, 1879-1947), qui dirige la maison d'édition Kanao Bunendō (金尾文淵堂).
Akamatsu quitte le journal en 1917 et retourne travailler comme enseignant. En 1918, il rejoint le groupe d'artistes Kōfukai (光風会). En 1936, il crée la peinture murale La visite de l'empereur Meiji à Tsumura-Betsuin (明治天皇津村別院行幸図, Meiji Tennō Tsumura-Betsuin Gyōkō zu) pour la Galerie Meiji.
Akamatsu enseigne dans diverses institutions à Osaka et devient une figure influente dans les cercles artistiques. Il prend le poste de secrétaire de l'Association des arts d'Osaka. Il est surtout connu pour ses dessins aux couleurs lâches et comme peintre de la vie quotidienne. Parmi ses élèves, on compte Yuzō Saeki.

## Œuvre peint et gravé
Akamatsu Rinsaku a pratiqué la peinture et la gravure. 

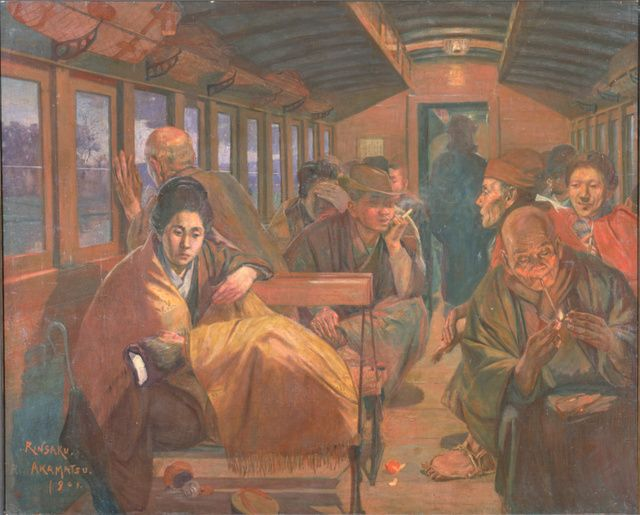
Train de nuit, 1902.
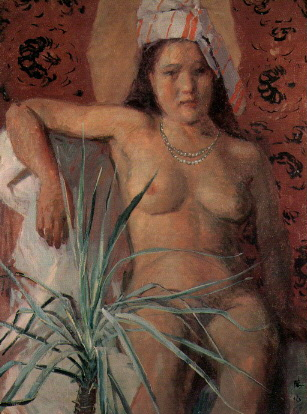
Nu.
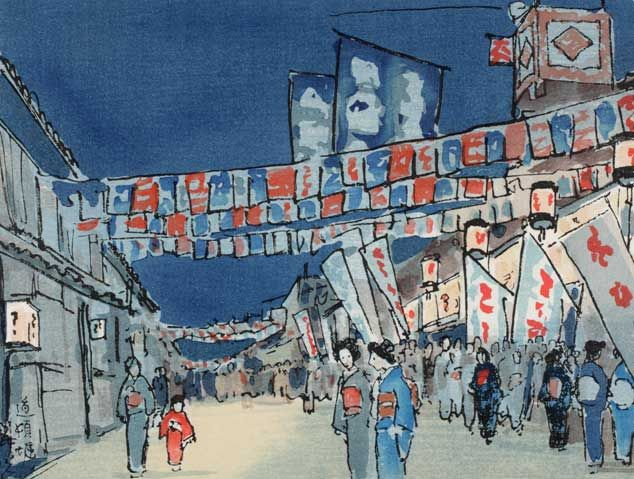
Osaka Dōtonbori.
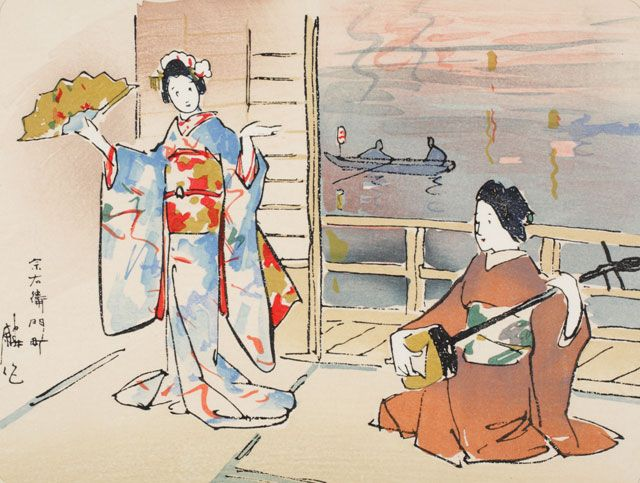
Danse.
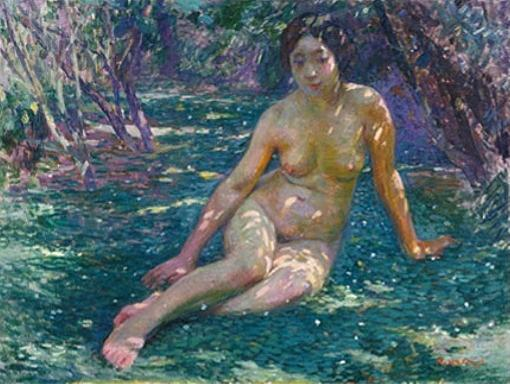
Nu.
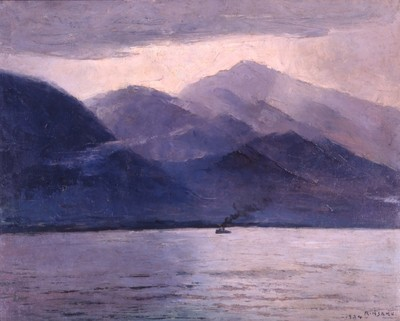
Après la pluie.
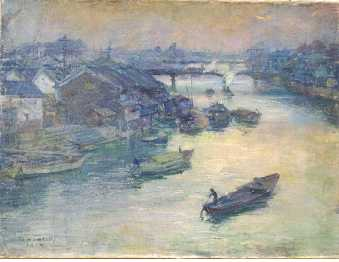
Tosaborigawa.
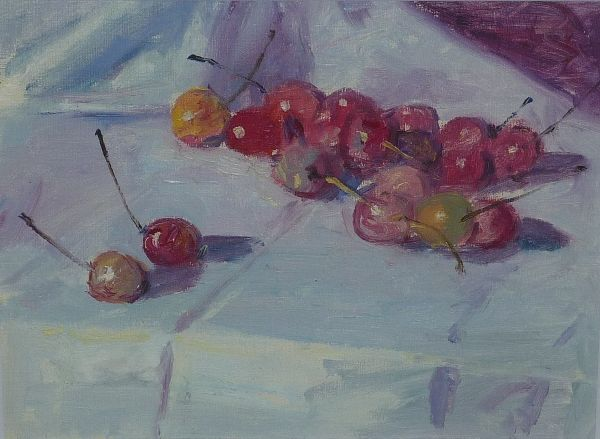
Cerises.
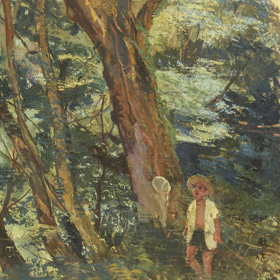
Chasse aux grillons.